# Alfred Wahlberg
Alfred Wahlberg (* 13. Februar 1834 in Stockholm; † 4. Oktober 1906 in Tranås) war ein schwedischer Maler.

## Leben

Winterlandschaft mit Bärenjagd, Gemeinschaftsarbeit mit Josef Wilhelm Wallander, 1861

Nach Wahlbergs eigenen Angaben war sein Vater ein Handwerksmaler und seine Mutter die Tochter eines italienischen Bildhauers. Als Jugendlicher erlernte er den Beruf des Vaters, doch da er Interesse für Musik zeigte, bekam er Piano- und Klarinettenunterricht an der städtischen Musikakademie. In seinen ersten Jahren war er nicht sehr erfolgreich. Er versorgte sich notdürftig durch Mitwirkung an einer Kapelle, gab selbst Pianolektionen und zeichnete an der Stockholmer Kunstakademie, obwohl er nie als Schüler eingeschrieben war. 1856 konnte er zum ersten Mal ein Bild verkaufen und im folgenden Jahr zog er nach Düsseldorf. Dort war er kurzzeitig Schüler bei Hans Fredrik Gude, doch hauptsächlich malte er unabhängig. Weitere Verkäufe ermöglichten ihm eine Reise nach Holland und Belgien, nach der er nach Stockholm zurückkehrte.
Seinen großen Aufschwung erlebte Wahlberg, als er sich 1866 in Paris niederließ. 1868 konnte er verschiedene Gemälde im Pariser Salon ausstellen, die seinen Übergang von der Düsseldorfer Schule zum französischen Stil bezeugen. Er eignete sich die Technik der französischen Schule an ohne deren Meister zu imitieren. Bei der Weltausstellung 1878 erhielt er eine Medaille erster Klasse. Er wurde 1866 Mitglied der Schwedischen Kunstakademie und trat 1880 eine stellvertretende Professorenstelle ohne Lehrverpflichtung an. Fast jeden Sommer verbrachte er in unterschiedlichen Gegenden Schwedens, die ihm reichliche Motive gaben. In seinen letzten Jahren experimentierte er mit neuen Darstellungsweisen, die jedoch weniger Anklang fanden.

## Werke (Auswahl)

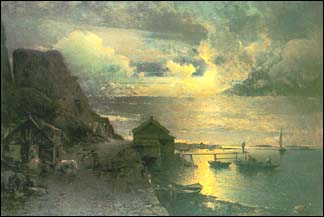
Mondschein in Fjällbacka, 1881

- Solnedgång i Bohuslän (Sonnenuntergang in Bohuslän)
- Vinterlandskap med björnjakt (Winterlandschaft mit Bärenjagd, 1861; Personen, Bär und Hunde von Josef Wilhelm Wallander gemalt)
- Storm på holländska kusten (Sturm an der holländischen Küste, 1863)
- Fors i svensk obygd (Stromschnelle in schwedischer Wildnis)
- Borgruinen Niedeck vid Rhen (Burgruine Niedeck am Rhein, 1863)
- Skogsparti från Särö (Waldstück bei Särö, 1865)
- Hörningsholm i månsken (Hörningsholm im Mondschein, 1866)
- Svenskt insjölandskap från Kolmården (Schwedische Seenlandschaft von Kolmården, 1866)
- Utsikt i Södermanland (Aussicht über Södermanland, 1870)
- Landskap i månsken (Landschaft im Mondschein, 1870)
- Månsken från södra Frankrike (Mondschein in Südfrankreich, 1870)
- Nääs (Sommerabend in Nääs, 1871)
- I Vaxholm (Herbst in Vaxholm, 1872)
- I Fontainebleauskogen (Im Fontainebleau-Wald, 1874)
- Maj i Nizza (Mai in Nizza, 1878)
- Afton på Hallands Väderö (Abend auf Hallands Väderö – Halland, 1800)
- Fjällbacka (Mondschein in Fjällbacka, 1881)
- Svensk björkhage (Schwedischer Birkenwald, 1882)
- Popplar (Pappeln, 1893)
- Sol på snö i Marstrand (Sonnenschein auf Schnee in Marstrand, 1901)
- Svensk sommarnatt (Schwedische Sommernacht, 1901)